# 8.ª Frota da Marinha Imperial Japonesa

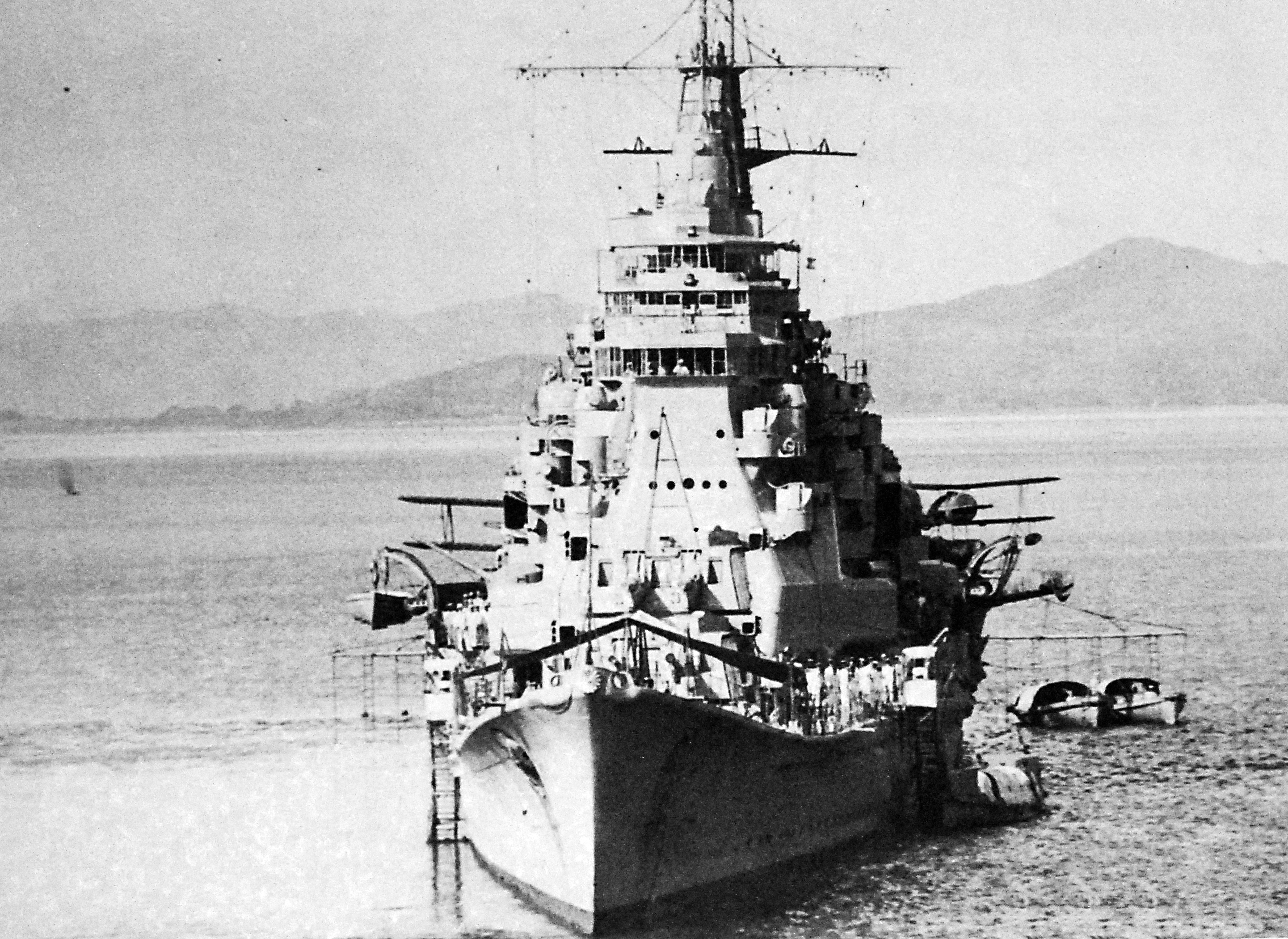
Cruzador pesado Chōkai, navio capitânea da 8ª Frota em 1942.

Insígnia da Marinha Imperial Japonesa.

A 8ª Frota da Marinha Imperial Japonesa' IJN (第八艦隊, Dai-hachi Kantai) foi uma unidade militar estabelecida durante a Segunda Guerra Mundial.

## Comandantes
|   | Posto          | Nome               | Período                        |
| - | -------------- | ------------------ | ------------------------------ |
| 1 | Vice-almirante | Gunichi Mikawa     | 14 Julho 1942 – 1 abril 1943   |
| 2 | Vice-almirante | Tomoshige Samejima | 1 abril 1943 – 3 setembro 1945 |